# Paix Bouche (Micoud)
Paix Bouche es una localidad de Santa Lucía que forma parte del distrito de Micoud.